# Laurentides
Laurentides és una regió administrativa de la província canadenca del Quebec. Està situada a la riba nord del riu Sant Llorenç, prop de Mont-real. La regió està dividida en 8 municipalitats regionals de comtat (MRC) i 83 municipalitats.

## Demografia
- Població: 509 459 (2005)
- Superfície: 20 560 km²
- Densitat: 24,8 hab./km²
- Taxa de natalitat: 9,6‰ (2005)
- Taxa de mortalitat: 6,4‰ (2005)

Font: Institut de la statistique du Québec